# Langschwanz-Moosratte

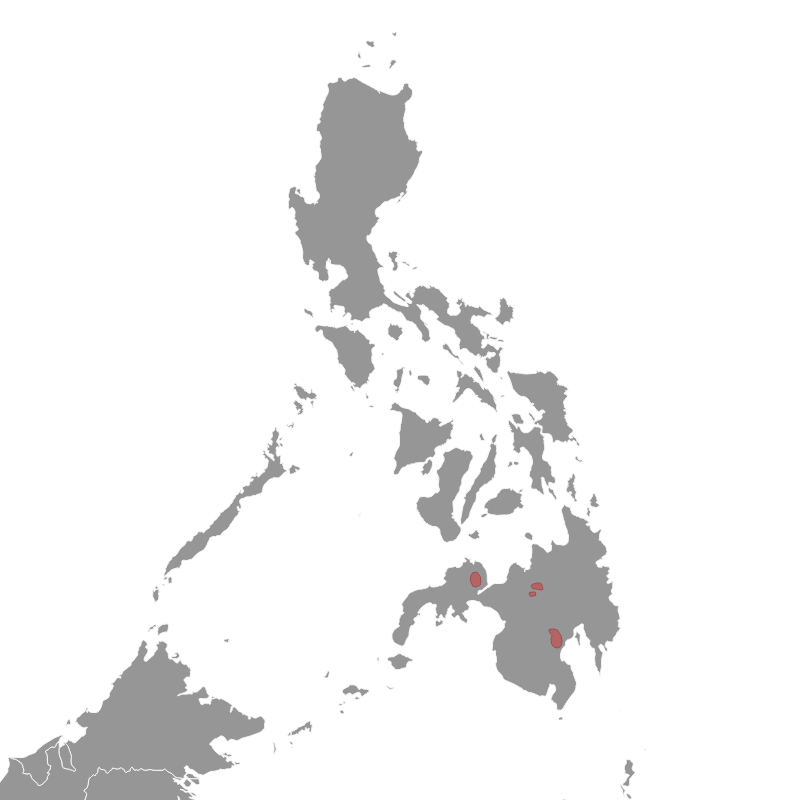
Verbreitungsgebiet der Langschwanz-Moosratte

Die auf den südlichen Philippinen verbreitete Langschwanz-Moosratte (Limnomys sibuanus) ist ein Nagetier in der Unterfamilie der Altweltmäuse. Sie bildet zusammen mit der Graubauch-Moosratte (Limnomys bryophilus) die Gattung Limnomys. Trotz des Namens sind Schwanz und Körper nicht länger als bei der anderen Art. Andererseits ist der Bauch nicht grau.

## Merkmale
Für erwachsene Exemplare wurde eine Kopf-Rumpf-Länge von 119 bis 144 mm, eine Schwanzlänge von 147 bis 174 mm und ein Gewicht von 47 bis 82 g ermittelt. Es kommen 28 bis 31 mm lange Hinterfüße und 20 bis 22 mm lange Ohren vor. Typisch sind lange Finger und Zehen mit langen Krallen und große Ballen auf den Füßen. Das Fell der Oberseite ist rehkitzfarben mit gelben Tönungen, wobei die Region um den Hals nicht gelblicher oder borstig ist. Auf der Rückenmitte haben einige Haare ein schwarzes Band, womit diese dunkler erscheint. Die Grenze zur weißlichen Unterseite ist deutlich. Auf den braunen Ohren sind kurze Haare vorhanden. Mit Ausnahme einer 7 bis 10 mm langen weißen Spitze ist der Schwanz braun und weniger behaart als beim anderen Gattungsvertreter. Typisch für die Hinterfüße ist ein dunkler Streifen. Nicht ausgewachsene Individuen sind oberseits hellgrau. Das Gebiss ist durch schmale obere Schneidezähne und kurze Molaren gekennzeichnet. Der diploide Chromosomensatz enthält 42 Chromosomen (2n=42).

## Verbreitung und Lebensweise
Die Langschwanz-Moosratte bewohnt verschiedene Gebirge auf Mindanao. Sie hält sich zwischen 2000 und 2800 Meter Höhe auf. Die Individuen leben in feuchten Wäldern mit Moosbewuchs. Im Gegensatz zur Graubauch-Moosratte besuchen sie ab und zu veränderte Wälder und etwas trockenere Wälder. Eine anfänglich angenommene starke Assoziation mit Wasserläufen trifft nicht zu.
Dieses nachtaktive Nagetier frisst Früchte, Pflanzensamen und gelegentlich wirbellose Tiere, jedoch keine Regenwürmer und keine Gliederfüßer. Weibchen mit aktiven Milchdrüsen wurden im März gefunden.

## Gefährdung
In den Gebirgen finden keine Veränderungen statt und die Gesamtpopulation gilt als stabil. Die IUCN listet die Langschwanz-Moosratte als nicht gefährdet (least concern).